# Amil
Amil, właśc. Amil Whitehead (ur. 19 września 1978 w Nowym Jorku) – amerykańska raperka.

## Życiorys
Whitehead urodziła się w 1978 roku w Nowym Jorku. Jest rdzenną Amerykanką.
W 1997 roku wraz z grupą Major Coins spotkała Jaya-Z, który poszukiwał wokalistek na swój trzeci album Vol. 2... Hard Knock Life. Spośród wokalistek wybrał Amilę, jednak ta odmówiła, ale wykonała własną wersję utworu. Wkrótce potem piosenka wspólnie z Jayem-Z i Ja Rulem ukazała się na jego albumie.
Jakiś czas później zespół żeński rozpadł się, a Whitehead skoncentrowała się na karierze solowej. Podpisała kontrakt muzyczny z wytwórnią Roc-A-Fella Records; jednym z założycieli był Jay-Z. Wyruszyła w trasę koncertową Hard Knock Life Tour. Po niej wystąpiła gościnnie w piosenkach takich artystów jak Mariah Carey, Beyoncé Knowles, Jermaine Dupri, AZ, LL Cool J i Funkmaster Flex.
W 1998 roku Amil wystąpiła w utworze "Nigga What, Nigga Who (Originator 99)" Shawna Cartera. Dwa lata później ukazał się debiutancki album pt. All Money Is Legal. Płyta była promowana singlem "I Got That", w którym wystąpiła Beyoncé. Do utworu powstał teledysk. Artystkę na albumie wspomogli Jay-Z, Memphis Bleek, Eve czy Beanie Sigel. Produkcja zadebiutowała na 45. miejscu notowania Billboard 200. Płyta sprzedała się słabo, pomimo dobrych singli. Po tym albumie, w lipcu 2000 roku ukazał się singiel "Hey Papi", który można było usłyszeć w filmie Nutty Professor II: The Klumps. Do 2010 roku Amil wydała kilka mixtape’ów, które nie odniosły sukcesu.

## Dyskografia

### Albumy
| Rok  | Album                                                                                | Najwyższa pozycja | Najwyższa pozycja |
| Rok  | Album                                                                                | Billboard 200     | US R&B/Hip Hop    |
| ---- | ------------------------------------------------------------------------------------ | ----------------- | ----------------- |
| 2000 | All Money Is Legal - Pierwszy album studyjny - Wydany: 19 września 2000 - Format: CD | 45                | 12                |

### Single
| Rok  | Tytuł                                                            | Najwyższa pozycja | Najwyższa pozycja | Najwyższa pozycja | Album                                 |
| Rok  | Tytuł                                                            | US                | US R&B/hip-hop    | UK                | Album                                 |
| ---- | ---------------------------------------------------------------- | ----------------- | ----------------- | ----------------- | ------------------------------------- |
| 1998 | "Can I Get A..."(z Jay-Z & Ja Rule)                              | 19                | 6                 | 24                | Vol. 2... Hard Knock Life             |
| 1999 | "Jigga What, Jigga Who"(z Jay-Z & Jaz-O)                         | 23                | 6                 | 19                | Vol. 2... Hard Knock Life             |
| 1999 | "Do It Again (Put Ya Hands Up)"(Jay-Z feat. Beanie Sigel & Amil) | 65                | 9                 | -                 | Vol. 3... Life and Times of S. Carter |
| 2000 | "Get None"(Tamar Braxton feat. Jermaine Dupri & Amil)            | -                 | 59                | -                 | Tamar                                 |
| 2000 | "Hey Papi"(Jay-Z feat. Memphis Bleek & Amil)                     | 76                | 16                | -                 | Nutty Professor II Soundtrack         |
| 2000 | "4 Da Fam" (feat. Memphis Bleek, Jay-Z & Beanie Sigel)1          | 99                | 29                | -                 | A.M.I.L                               |
| 2000 | "I Got That" (feat. Beyoncé)                                     | 99                | 29                | -                 | A.M.I.L                               |
| 2007 | "Bitches"                                                        |                   |                   |                   | Amil Azizz                            |